# Deniz Undav
Deniz Undav (* 19. července 1996 Varel) je německý profesionální fotbalista, který hraje na pozici útočníka za německý klub VfB Stuttgart a za německý národní tým.

## Úspěchy
- Nejlepší střelec Belgické ligy
- Hráč měsíce Bundesliga